# Dragolice
Dragolice (niem. Draglitz) – osada w Polsce położona w województwie warmińsko-mazurskim, w powiecie ostródzkim, w gminie Łukta. W latach 1975–1998 miejscowość należała administracyjnie do województwa olsztyńskiego.
Miejscowość leży w historycznym regionie Prus Górnych.
Na północny zachód od osady Dragolice znajduje się Jezioro Dragolickie (dawniej niem. Draglitz See) o powierzchni 2,1 ha, w pobliżu jeziora Długiego.

## Historia
Wieś założona w 1349 r. pod nazwą Oppin. W późniejszych latach zapisywana jako Dragildorf (1397 r.), Dornelycz, Tragelitz (1540 r.). W 1539 wieś liczyła 40 włók na prawie magdeburskim i należała do Anthoniusa Borcka. W tym czasie w Dragolicach mieszkali i płacili czynsz: Peter (chłop czynszowy), Peter Reuss (chłop czynszowy), Bartel (młynarz). Do posiadłości Anthoniusa Borcka należała także puszcza i pobliskie jezioro, zwane wtedy Ilgin. Wieś znajdowała się w posiadaniu Anthoniusa Borcka jeszcze w 1600 r. W tym czasie była tu także karczma. W 1578 r. do wsi należały 44 włóki ziemi, w tym 4 sołeckie, należące do Bartuscha, dwie należące do bartnika oraz po trzy należące do chłopów: Natzel, Jacubie, Stentzel, Bendict, Melcher, Schauer, Baltzer, Natzel, stary Rattay. 11 włók było niezasiedlonych. We wsi mieszkali także: karczmarz, szewc, dwaj zagrodnicy i pastuch.
W 1885 r. w pobliżu Dragolicy widywano jeszcze łosie. W 1938 r. zmieniono nazwę wsi na Vorwerk Draglitz.
W latach 70. XX w. Leśnictwo Dragolice (Nadleśnictwo Miłomłyn) prowadziło bażantarnię, znajdującą się pod opieką Marcelego Nowaka (leśniczy do spraw łowieckich).